# Wapen van Peru
Het wapen van Peru is een nationaal symbool van Peru. Er worden drie varianten gebruikt: het Escudo de Armas (het standaard wapen), het Escudo Nacional ("Nationale Wapen") en het Gran Sello del Estado (Groot Zegel van de Staat).
Alle drie de varianten hebben hetzelfde schild, dat uit drie velden bestaat. Linksboven staat een vicuña afgebeeld, het 'nationale dier'. In het veld daarnaast staat een cinchonaboom; het onderste veld toont een cornucopia. De drie velden samen symboliseren de drie rijkdommen van het land: het dierenleven, het plantenleven en de mineralen.

Wapen Escudo de Armas
Nationaal Wapen Escudo Nacional
Groot Zegel van de Staat Gran Sello del Estado

Het Escudo de Armas heeft links van het schild een lauriertak en rechts ervan een olijftak; deze worden door een rood-wit lint bij elkaar gebonden. De krans boven het wapen is van bladeren van de steeneik, die overwinning en glorie symboliseert. Deze variant wordt gebruikt op de dienstvlag (zie het artikel Vlag van Peru). Daarbuiten wordt deze variant van het wapen niet veel gebruikt, behalve op muntgeld, bankbiljetten en postzegels.
Het Escudo Nacional bestaat uit het schild met links en rechts ervan een nationale vlag en een standaard en erboven een krans. Deze variant wordt gebruikt op de oorlogsvlag en op overheidsgebouwen.
Het Gran Sello del Estado bestaat uit het Nationale Wapen met erboven de tekst REPÚBLICA DEL PERÚ ("Republiek van Peru"). Deze variant wordt gebruikt op officiële documenten.
Argentinië · Bolivia · Brazilië · Chili · Colombia · Ecuador · Guyana · Paraguay · Peru · Suriname · Trinidad en Tobago · Uruguay · Venezuela
Afhankelijke gebieden

Falklandeilanden · Frans-Guyana · Zuid-Georgia en de Zuidelijke Sandwicheilanden